# Carlos Alberto Parreira
Carlos Alberto Parreira (* 27. února 1943, Rio de Janeiro, Brazílie) je bývalý brazilský fotbalový trenér. Brazilský národní výběr dovedl v roli trenéra k titulu Mistrů světa (v roce 1994), titulu mistrů Jižní Ameriky (v roce 2004) a vítězství v Konfederačním poháru (v roce 2005).
Parreira je fanouškem brazilského fotbalového klubu Fluminense FC, v kariéře ho vedl v pozici hlavního trenéra celkem pětkrát.

## Trenérská kariéra
- São Cristóvão FR (fitness coach) 1967
- Ghana 1967
- CR Vasco da Gama (fitness coach) 1969
- Brazílie (fitness coach) 1970
- Fluminense FC (fitness coach) 1970–1974
- Brazílie (asistent) 1972
- Fluminense FC 1974
- Fluminense FC 1975
- Kuvajt (asistent) 1976–1977
- Kuvajt 1978–1982
- Brazílie 1983
- Fluminense FC 1984
- Spojené arabské emiráty 1985–1988
- Saúdská Arábie 1988–1990
- Spojené arabské emiráty 1990–1991
- CA Bragantino 1991
- Brazílie 1991–1994
- Valencia CF 1994–1995
- Fenerbahçe SK 1995–1996
- São Paulo FC 1996
- MetroStars 1997
- Saúdská Arábie 1998
- Fluminense FC 1999–2000
- Clube Atlético Mineiro 2000
- Santos FC 2000
- Sport Club Internacional 2001–2002
- SC Corinthians Paulista 2002–2003
- Brazílie 2003–2006
- Jihoafrická republika 2007–2008
- Fluminense FC 2009
- Jihoafrická republika 2009–2010